# Симфалангизм
Проксимальный симфалангизм (symphalangia; сим- + греч. halpanx, phalanges фаланга пальца) — редкое наследственное заболевание, при котором поражается развитие костей. Кости пальцев рук и ног, как правило, слиты в суставах, что приводит к неподвижности. Дополнительные симптомы могут включать короткие пальцы, перепончатые пальцы и потерю слуха.